# Die gläserne Kugel
Die gläserne Kugel ist ein in den letzten beiden Monaten des Jahres 1936 entstandener deutscher Spielfilm unter der Regie von Peter Stanchina. Albrecht Schoenhals, Sabine Peters, Hilde von Stolz und Paul Henckels spielen die Hauptrollen in diesem Kriminalmelodram.

## Handlung
Der Wiener Bankier Dr. Fritz Sylten liebt seine junge, schöne Frau über alles. Nina Sylten wirft das Geld ihres Mannes mit vollen Händen zum Fenster hinaus, ohne dass der Bankier es schafft, sie zur Raison zu bringen. Zwar wird im Bekanntenkreis des Bankiers bedeutungsvoll getuschelt, aber niemand spricht ihn darauf an. Der Erste, der es wagt, ihm die Meinung zu sagen, ist sein Bruder Franz, der lange Zeit von zu Hause weg war und erst seit kurzem wieder zurück ist. Fritz Sylten hält nicht viel von seinem Bruder Franz, da er mit dessen, wie er findet, obskuren Plänen so gut wie nichts anfangen kann. Franz Sylten ist zurückgekommen, um seinen reichen Bruder zu bitten, ihm für eine Perlenkette, die ihm seine Mutter hinterlassen hat, Geld zu geben. Bereits bevor er wegging, hatte der Bruder ihm 60.000 Schilling gegeben. Da dieses Geld für seine Experimente draufgegangen ist, bietet er dem Bruder die Kette, die einen Wert von 100.000 Schilling hat, als Gegenwert für weitere 40.000 Schilling. Der Bankier lehnt die Bitte seines Bruders rundweg ab, obwohl ihm genau diese Summe gerade von einem Bankdiener ausgehändigt wurde.
Fritz Sylten trifft sich am selben Abend mit Axel von Schack zum Kartenspiel. Sylten ist mit dem festen Vorsatz gekommen, von Schack so viel Geld wie möglich abzunehmen. Dieser verliert tatsächlich einen Betrag in enormer Höhe. Der Bankier weiß, dass der gut aussehende Mann der Geliebte seiner Frau Nina ist, und möchte ihn unbedingt ruinieren. Noch am selben Abend werden aus Fritz Syltens Wohnung 40.000 Schillinge gestohlen. Man rätselt, wer der Dieb war. Da der Diener des Bankiers Axel von Schack in der Villa gesehen hat, wird von Schack verhaftet und zu zwei Jahren Kerker verurteilt. Obwohl Fritz Sylten den Täter kennt, schweigt er eisern. Es ist nur ein Gedanke, der Axel von Schack von nun an bewegt: eine Möglichkeit zur Flucht zu finden. Und dann ist es so weit, ein Lastwagen, auf den er heimlich aufspringt, fährt nach Wien. Als er Verbindung mit Nina aufnimmt, stellt er niedergedrückt fest, dass sie ihn für den Täter hält. Es gelingt ihm, nach Amerika zu entkommen. Aber egal was er dort anfängt, es ist vom Misserfolg gekrönt, bis zu dem Tag, als er Trix trifft, eine faszinierende Persönlichkeit. Trix möchte ihn für eine von ihm erfundene Varieté-Nummer gewinnen, die es so noch nie gab. Er hat eine Todesschleife erfunden, durch die eine Kugel rollt, dann einen Moment frei in der Luft schwebt und in unveränderter Geschwindigkeit in eine weitere Todesschleife mündet. Von Schack, der sich sowieso am Ende wähnt, stellt sich für das Experiment zur Verfügung, und ein Versuch am großen Modell wird gestartet. Das Experiment gelingt, die Sensation ist perfekt. Die „Gläserne Kugel“ rollt. Beide sind mit ihrer zweifachen Todesschleife nun die Sensation jeden Varietétheaters der Welt. So sind Trix und Axel, der sich nun Fred Parker nennt, viele Jahre zusammen unterwegs, klammern aber private Belange völlig aus. Eine Stadt aber meiden beide - Wien! Als sich Fred Parker zum ersten Mal nach der Enttäuschung mit Nina wieder verliebt, in Nelly, eine Kunstschützin, und diese ein Engagement nach Wien erhält, überredet er Trix, dass sie mit ihrer Todesschleife ebenfalls dort auftreten. Er möchte Nelly nicht allein gehen lassen, da er sich sicher ist, die Frau seines Lebens gefunden zu haben.
Natürlich wird auch Nina auf die Plakate, die ihren Auftritt ankündigen und an allen Wiener Litfaßsäulen prangen, aufmerksam. Und schon bei Freds erstem Auftritt rauscht sie in seine Garderobe. Sie erzählt ihm, dass ihr Mann sich schon vor längerer Zeit umgebracht habe und dass er damals einen Zettel vernichtet habe, auf dem sein Bruder Fritz ihm mitgeteilt hatte, dass er die 40.000 Schilling an sich genommen habe. Nina will ihn aber nur dann rehabilitieren, wenn er wieder zu ihr zurückkommt. Das ist für Axel (Fred) keine Option. Als er ihr sagt, dass er mit Nelly verlobt sei und sie aufrichtig liebe, schlägt ihr Gefühl für ihn in Hass um. Axel spricht nun endlich mit Trix. Zur selben Zeit setzt Nina Nelly mit der Drohung unter Druck, dass sie Axel (Fred) erneut ins Zuchthaus bringen werde.
Als Nelly am Abend vor der Vorstellung erfährt, dass eine Verhaftung kurz bevorstehe, sieht sie nur einen Ausweg: Sie will auf Nina schießen. Axel, der gerade seine Todesfahrt aufgenommen hat, als er Nelly auf die Bühne stürmen sieht, ahnt, wie auch Trix, was sie vorhat. Trix gelingt es, Nellys Waffe in eine Richtung zu schlagen, wo sie keinen Schaden anrichten kann. Axel aber, der nichts tun kann, ist so unkonzentriert, dass er abstürzt.
Er ist schwer verletzt. Trotzdem besteht die Polizei auf einer Verhaftung. Trix lässt den Freund nicht im Stich und gesteht, dass er in jener Nacht das Geld genommen habe. Und auch Nina weiß, dass sie Axel für immer verloren hat.

## Produktionsnotizen
Die Dreharbeiten fanden zwischen Anfang November und Ende Dezember 1936 in Berlin und Wien statt. 
 Der Film wurde am 25. März 1937 in München uraufgeführt. Am 13. April 1937 erfolgte die Berliner Erstaufführung. Am 9. Oktober 1967 lief er das erste Mal im Fernsehen, und zwar im Deutschen Fernsehfunk 1 (staatliches Fernsehen der DDR).
Es handelt sich um eine Produktion der Atalanta-Film der Bavaria Film. Tonsystem: Tobis-Klangfilm. Als Architekten fungierten Otto Gülstorff und Hans Minzloff.
Erica Balqué, seit 1938 mit Helmut Käutner verheiratet, spielte hier ihre erste Filmrolle, ein Zigarettenmädchen.
Der im Film gespielte Musiktitel heißt Es kommt wie’s kommen muß.

## Kritik
„Altes deutsches Melodram, passabel gespielt und voller Unwahrscheinlichkeiten.“